# Leszanka
Leszanka (biał. Лешанка, Leszanka; ros. Лешанка, Leszanka) – wieś na Białorusi, w obwodzie brzeskim, w rejonie kamienieckim, w sielsowiecie Widomla.

## Historia
W XIX i w początkach XX w. położona była w Rosji, w guberni grodzieńskiej, w powiecie brzeskim, w gminie Turna.
W dwudziestoleciu międzywojennym leżała w Polsce, w województwie poleskim, w powiecie brzeskim, w gminie Turna. W 1921 miejscowość liczyła 195 mieszkańców, zamieszkałych w 38 budynkach, w tym 185 Polaków i 10 Białorusinów. 163 mieszkańców było wyznania rzymskokatolickiego i 32 prawosławnego.
Po II wojnie światowej w granicach Związku Sowieckiego. Od 1991 w niepodległej Białorusi.